# 조이 로런 애덤스
조이 로런 애덤스(Joey Lauren Adams, 1968년 1월 9일 ~ )는 미국의 배우이다.

## 출연 작품

### 영화
- 체이싱 아미 (1997)
- 빅대디 (1999)
- 브레이크 업: 이별후애 (2006) - 애디 역

### 텔레비전
- 스틸 더 킹 (2016-17, Still the King) - 데비 린 쿡 역